# Sebastián Ágreda
Sebastián Ágreda fue un militar y político boliviano. Gobernó provisionalmente la República de Bolivia como «jefe supremo provisorio» desde junio hasta julio de 1841.

## Biografía
Ágreda nació en 1795 en Potosí, perteneciente en ese entonces al virreinato del Río de la Plata. Desde muy joven se alistó en los ejércitos del general José de San Martín, participando en las batallas de Chacabuco y Maipú.
Más tarde, en la división del general Guillermo Miller, peleó en las batallas de Junín y en Ayacucho bajo el mando de Antonio José de Sucre. En 1826 fue designando por Sucre como segundo jefe del Colegio Militar hasta 1828. Combatió en las principales batallas de las campañas del mariscal Andrés de Santa Cruz en el Perú.
Fue ministro de Guerra del mariscal Santa Cruz. Más adelante luchó en la batalla de Montenegro. Por sus méritos en esta batalla fue designado como Ministro Plenipotenciario en Lima.

## Jefe supremo de Bolivia
Posteriormente, tras la derrota en la batalla de Yungay, intentó por todos los medios, el retorno de Andrés de Santa Cruz al poder, a tal punto de que el 10 de junio de 1841 promovió la caída de José Miguel de Velasco y tomó el poder brevemente en ese año (tan solo 29 días) con el título de «jefe supremo provisorio»,  atrincherándose en Cochabamba.
En 1848 fue nombrado prefecto de La Paz y en 1862 fue nombrado prefecto de Chuquisaca. Sebastián Ágreda falleció en la ciudad de La Paz el 18 de diciembre de 1875 a los 80 años de edad.